# Jordi Mas Castells
Jordi Mas Castells (la Garriga, 14 de març de 1930 – la Garriga, 18 de novembre de 2010) va ser un sacerdot català que, des de 1961 fins a la seva mort, va viure i treballar al Camerun, bàsicament a la regió de l'Extrem Nord, a tocar del llac Txad. Allà va fer centenars de pous, va construir hospitals, va fundar escoles i va organitzar tallers per relacionar les dones de les diferents comunitats. L'any 2008, l'Ajuntament de la Garriga (Vallès Oriental) el va distingir com a Garriguenc Il·lustre.

## Biografia
Ordenat sacerdot amb 24 anys, els seus primers destins com a vicari van ser Esplugues de Llobregat, la Geltrú (Vilanova i la Geltrú) i la parròquia de la Miraculosa, a Barcelona. L'any 1961 va marxar com a missioner cap a un escenari més dur que ell mateix va triar: primer a algunes ciutats del sud del Camerun i després l'Extrem Nord del país, a l'acabament de l'ampla franja del Sahel. Els seus darrers pobles van ser Makary i Blangoua, a tocar del llac Txad, a l'Àfrica negra i en zona musulmana.
Al Camerun, Mas va veure que aquella gent no necessitava cap missioner —ja eren animistes o musulmans en una majoria aclaparadora—, sinó que requerien el seu ajut per a solucionar les necessitats més bàsiques: el menjar, l'aigua, la salut, l'educació... En les seves pròpies paraules: 
| «           | Jo no tinc la solució. Són altres de més amunt els que l'han de buscar en l'àmbit global. Però seria estúpid pensar que, com que no ho pots arreglar tot, no cal que facis res. El món és un poble, i tots en som ciutadans. Descobreixes que, davant d'unes necessitats tan bàsiques, t’has de posar a treballar per al desenvolupament. Primer viure, després filosofar. | » |
| — Jordi Mas | |   |

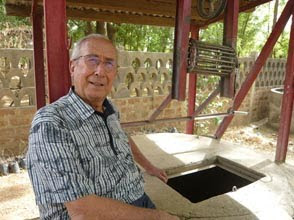
Jordi Mas, al costat d'un pou a Makary (Extrem Nord, Camerun)

Mas es va anar especialitzant en la construcció de pous que evitessin als habitants dels poblats –sobretot a les nenes, les més febles d'aquella societat– haver-se de desplaçar quilòmetres a peu per aconseguir una mica d'aigua per beure tant per a les seves famílies com per al bestiar. En la seva llarga estada al país, va construir pous a centenars.
Mas també tenia consciència que la sanitat era una de les grans mancances de la regió. Per això, juntament amb el doctor suís Giuseppe Maggi (1910-1988) va fundar els hospitals de Tokombére (1962), Zinah (1970) i Madà (1978). En aquest darrer centre sanitari considerat de referència, hi va treballar durant anys portant malalts en un jeep-ambulància, una feina que li va permetre conèixer camins i pistes i, sobretot, apropar-se als 250.000 habitants de la zona d'influència de l'hospital, uns 200 quilòmetres a la rodona que abasten quatre països: Camerun, el Txad, Níger i Nigèria.
Quan l'any 1988 va morir el doctor Maggi, Jordi Mas va optar per la fundació d'escoles, perquè tenia clar que un poble sense educació és un poble sense esperança ni futur. Un dels fruits d'aquest treball és l'obertura, l'any 1998, de la gran escola professional de Blangoua CEFAVIHAR (acrònim del francès, Centre de Formació per a la Millora de la Vida i l'Hàbitat Rural), a tocar del llac Txad. En aquest centre, que compta amb una residència d'estudiants promoguda per Mans Unides, una quarantena de joves dels poblats propers al llac poden aprendre mecànica, electricitat, soldadura, fusteria, agricultura, gestió de petites empreses, costura, mecanografia, informàtica... Completa el conjunt l'escola d'ensenyament bàsic, amb 500 alumnes, que es va fer amb la col·laboració d'entitats catalanes aglutinades a l'entorn de l'ONG Makary-Blangoua.
En els darrers anys, Mas va concentrar els esforços en la llar FEMAK (Femmes de Makary) (2008), un punt de trobada on les dones de la zona de Makary, fossin de la religió que fossin, es podien relacionar, aprendre i intercanviar experiències. Hi tenien tallers de costura, ordinadors, horts i aules on rebien formació en salut, alimentació, cuina...
| «           | El futur de l'Àfrica està en la dona. Ha estat menyspreada sempre, però té una gran potència i capacitat. Serà qui tirarà l'Àfrica endavant. | » |
| — Jordi Mas | |   |

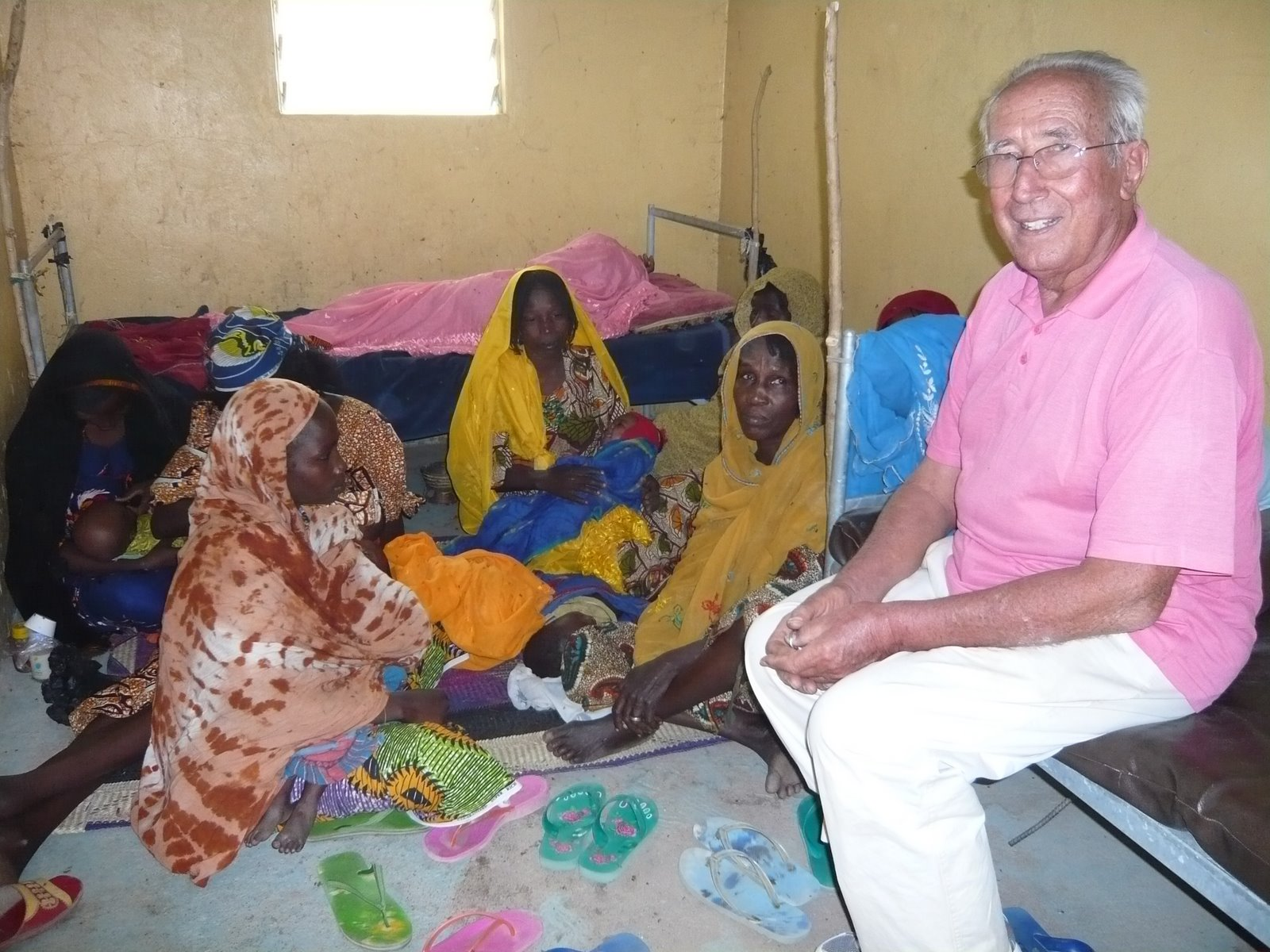
Jordi Mas, a l'hospital de Madà (Extrem Nord, Camerun)

Profund coneixedor de la realitat de la regió, Jordi Mas va ser clau en altres projectes: habitatges per als mestres de Blangoua, el centre FEMAK i la residència per a cooperants de Makary (2008)... El darrer projecte en què va posar les seves il·lusions l'any 2009 va ser el cultiu de l'espirulina, una alga rica en proteïnes que creix molt bé en llocs com el llac Txad.
L'any 2010 va emmalaltir i va viatjar a la Garriga per tractar-se i amb l'esperança de tornar a casa seva, a Makary. No va poder ser: va morir el dijous 18 de novembre d'aquell mateix any. Està enterrat al cementiri de la Doma, a la Garriga.
Jordi Mas va morir, però la seva obra continua activa i donant servei diari a la gent de l'entorn del llac. Al novembre de 2015, la coordinació general de les parròquies i de les escoles està en mans de l'italià Fabio Musi, des fa anys resident a Camerun. Ho fa des de Maroua, la capital de l'Extrem Nord del país. I a peu d'obra hi ha dos capellans camerunesos: un a Makary i un a Blangoua, les dues darreres parròquies on va treballar el sacerdot de la Garriga.

## Premis i reconeixements
- Creu de l'Orde d'Isabel la Catòlica (2000) a proposta de l'ambaixador d'Espanya a Camerun atorgat pel rei Joan Carles I. Aquest guardó li reconeixia “la gran tasca que Jordi Mas està fent en la promoció humana al nord del Camerun”.[2]
- Premi de Cooperació Internacional per al Desenvolupament Humà (2007),[16] que atorgava el Consell Comarcal del Vallès Oriental.
- Garriguenc Il·lustre (2008), atorgat per l'Ajuntament de la Garriga.
- Premi Josep Parera (2008).[17] El premi reconeixia la trajectòria de persones per haver excel·lit en la seva vocació i dedicació al servei del desenvolupament comunitari en les dimensions social, humanitària i solidària.